# Westbroek (Limburg)
Westbroek (Limburgs: 't Grwat-Brook) is een buurtschap ten zuidwesten van Geulle in de gemeente Meerssen in de Nederlandse provincie Limburg. De buurtschap ligt tussen Oostbroek en het Julianakanaal in het Maasdal en telt circa 80 huizen langs de gelijknamige straat. De naam wijst er op dat het dorp ontstaan is uit de ontginning van een moerasgebied. Langs de buurtschap stroomt de Verlegde Broekgraaf die door verschillende zijbeken vanuit het bronrijke Bunderbos wordt gevoed, waaronder de Heiligenbeek en de Bosbeek.
Westbroek was van 1993 tot 2005 een Mariabedevaartsoord nadat zij in 1993 verschillende malen zou zijn verschenen aan een 15-jarig meisje en haar vader. Nadat de vader in 2005 overleed werd het huis verkocht en kwam de bedevaart ten einde.
In juli 2021 werd Westbroek getroffen door een overstroming waardoor het water in de buurtschap meer dan een meter hoog kwam te staan. In juli 2022 werd ter herdenking van de watersnood het Herdenkingsmonument onthuld.

## Voetnoot
1. ↑  Databank bedevaart en bedevaartplaatsen in Nederland (van het Meertens Instituut)

Dorpen: Bunde · Geulle · Geulle aan de Maas · Meerssen · Moorveld · Rothem · Ulestraten

Buurtschappen en gehuchten: Broekhoven · Brommelen · Genzon · Groot Berghem · Hulsen · Humcoven · Hussenberg · Kasen · Klein Berghem · Oostbroek · Raar · Schietecoven · Snijdersberg · Stommeveld · Vliek · Voulwames · Waterval · Weert · Westbroek

Limburg: Steden en dorpen      Nederland: Provincies · Gemeenten